# Die Wahrheit (Film)
Die Wahrheit (Originaltitel: La vérité) ist ein Spielfilm des französischen Regisseurs Henri-Georges Clouzot aus dem Jahr 1960 und basiert auf einer literarischen Vorlage von Christiane Rochefort. Brigitte Bardot erhielt mit ihrer Rolle in diesem Gerichts- und Liebesdrama erstmals Anerkennung als ernsthafte Darstellerin.

## Handlung
Dominique, ein einfaches Mädchen, dessen Eltern seine Schwestern bevorzugen, kommt mit ihrer Schwester Annie nach Paris und verkehrt in Studenten- und Künstlerkreisen. Sie führt ein unstetes Leben und versucht, sich ohne Arbeit durchzuschlagen. Eines Tages lernt sie den Freund ihrer Schwester, den Musikstudenten und angehenden Dirigenten Gilbert, kennen. Er verliebt sich in die schöne Dominique. Darüber verkrachen sich die beiden Schwestern, und Dominique kommt bei Daisy unter.
Dort sucht Gilbert sie auf und umwirbt sie. Dominique lässt ihn zappeln, sie gehen zusammen aus, doch die launenhafte Dominique ist auch anderen Männern nicht abgeneigt. Dominique und Gilbert kommen aber immer wieder zusammen. Eines Tages kommt es wegen eines anderen Mannes zum Streit und die beiden trennen sich.
Einige Zeit später sieht Dominique Gilbert im Fernsehen dirigieren, und sie geht zu ihm. Sie verbringen die Nacht zusammen, doch am nächsten Morgen trennt sich Gilbert von ihr. In der Zwischenzeit sind Gilbert und Annie wieder zusammengekommen und wollen heiraten.
Dominique, die aufgrund der sehr ungerecht empfundenen Behandlung bereits einmal Selbstmord verüben wollte, wird schwermütig. Sie will sich vor Gilbert erschießen. Als sie ihn aufsucht, ist dieser jedoch ungehalten und will sie loswerden. Sie richtet die Pistole gegen sich. Er redet sich in Rage, beschimpft sie und sagt ihr, sie solle sterben. Im Affekt richtet Dominique die Waffe auf Gilbert und drückt mehrmals ab. Als sie sich daraufhin selbst richten will, ist keine Kugel mehr in der Waffe. Sie dreht den Gashahn auf, um ebenfalls zu sterben. Sie wird von aufmerksamen Besuchern gerettet, und vor Gericht wird ihr der Prozess gemacht.
Anklage und Nebenkläger, die Gilberts Mutter vertreten, nehmen sich die vielen Angriffspunkte in ihrem Lebenswandel vor, die dem Gerede der Leute entspringen. Im verbalen Schlagabtausch zwischen den Beteiligten treffen stark unterschiedliche Moral- und Lebensvorstellungen aufeinander. Dominiques Verteidiger versucht, ihre Tat mit Gilberts Verhalten zu rechtfertigen, um sie so zu retten, doch sie weigert sich, sein Andenken in den Schmutz zu ziehen. Das Abgeben der Schüsse ist unstrittig. Ob die Todesstrafe droht, hängt jedoch davon ab, ob die Tat geplant war. Im Prozess sagt auch ihre Schwester gegen sie aus. Der Prozess ist geprägt von persönlichen Angriffen auf Dominique und Halbwahrheiten, nicht zuletzt durch den Anwalt der Nebenklage. Das alles ist schließlich zu viel für Dominique, die sich in ihrer Zelle nachts die Pulsadern aufschneidet. Am nächsten Tag verliest der Gerichtspräsident ihren Abschiedsbrief, in dem steht, dass sie nur Gilbert geliebt habe. Er habe sie auch geliebt, „nur liebten wir uns nicht zur gleichen Zeit“. Als der Gerichtspräsident die Nachricht ihres Todes erhält, bricht er ab und erklärt das Verfahren für eingestellt.

## Aufbau und Aussage
Clouzot wollte die Mehrdeutigkeit und Ungewissheit von Wahrheit vorführen und ein Ereignis aus verschiedenen Blickwinkeln darstellen. Er zeigt das Geschehene abschnittsweise in chronologisch angeordneten Rückblenden, anschließend wird über jeden Abschnitt im Gerichtssaal verhandelt. Wir sehen zuerst die „Wahrheit“ und erkennen danach die Lügen in den Behauptungen der Ankläger, Strafverteidiger und Zeugen. Die Wahrheit ist also nicht Ziel von Clouzots Ermittlungen, sondern ein als gegeben angenommenes Werkzeug der Gesellschaftsanalyse. Auch für Ankläger und Verteidiger ist nicht die Wahrheitssuche das Ziel; sie fechten vielmehr einen Wettkampf aus und reichen sich nach Beendigung des Verfahrens die Hand wie zwei Sportler nach einem Spiel. Als wichtigsten Antrieb für die Lügen der Aussagenden präsentiert Clouzot die damalige Sexualmoral und die vorherrschende Vorstellung von einem anständigen Leben. Dominique fällt ein Urteil über die Gesellschaft, indem sie den Tod der Möglichkeit vorzieht, in dieser Gesellschaft weiterzuleben.
Clouzot meinte, die Justiz bringe Gefühlen keine Wertschätzung entgegen. Sein Film beklagt das Justizsystem, in dem Männer um die fünfzig im Fall von Dominique über die junge Generation urteilen, die sie nicht verstehen. Sie kommen aus bürgerlichen Schichten; die ihnen vorliegenden Fälle haben sich oft in Milieus ereignet, die ihnen unbekannt sind. Das Justizsystem stellt nicht Dominiques Tat unter Anklage, sondern ihren Lebenswandel. Umgekehrt präsentiert Clouzots Inszenierung die jungen Leute als sympathischer als die älteren. Clouzot: „Ich bin gegen jegliche Todesstrafe und missbillige Attentate ebenso wie die Weise, wie man sie verfolgt.“ Seine Äußerung zu diesem Film ist im Zeitzusammenhang zu sehen: Frankreich stand seit 1954 im Algerienkrieg, Attentäter verübten viele Anschläge auf französischem Boden, und die Todesstrafe wurde häufig verhängt.

## Kritik
Die zeitgenössische Filmkritik in Frankreich äußerte sich einerseits zustimmend. Positif sah die Qualität des Films im Aufeinandertreffen eines talentierten Regisseurs mit einem mythischen Star, im Aufeinandertreffen von Hirn mit Herz, von Klarheit mit Leidenschaft. Brigitte Bardot sei die ideale Marionette in der Hand Clouzots, fand Arts. Das Drehbuch zeuge von Erfindungsgabe und Präzision, die Regie überlasse nichts dem Zufall und führe die Darsteller meisterlich, urteilte Le Monde.
Der Filmpublizist Georges Sadoul stellte aber in den Jahren der Nouvelle Vague auch fest, dass Clouzot das Kino nicht revolutioniert habe. Sein Stil galt als veraltet; das Hergebrachte, Gekünstelte verdränge bei ihm das Frische und Authentische, was im Zeitalter von Resnais und Antonioni nicht mehr zu ertragen sei. Manche beurteilten die Arbeit gar als matt und farblos, banal und flach.
In Bardots Laufbahn erwies sich Die Wahrheit als ein erster Höhepunkt. Es war ihre erste tragische Rolle und brachte ihr Anerkennung für ihre darstellerischen Fähigkeiten. Die Neue Zürcher Zeitung meinte anlässlich einer Pariser Bardot-Ausstellung im Jahr 2009, sie habe in diesem Film „ihren schauspielerisch fesselndsten und emotional mitreissendsten Auftritt“ absolviert. Jahrzehnte später erklärte auch Bardot, von all ihren Rollen sei ihr die in Die Wahrheit die liebste gewesen. Laut einem Filmlexikon (2005) gilt Die Wahrheit als technisch gelungen und darstellerisch überzeugend. Bravourstücke seien die Rededuelle zwischen den Juristen.

## Hintergrund
Clouzot hat darauf hingewiesen, dass ihn reale Gerichtsverhandlungen, die er zum Teil selbst besucht hat, zur Thematik seines Films angeregt haben. Obwohl er selbst den Justizfall, auf dem der Film wesentlich beruht, nie explizit genannt hat, wurde das reale Vorbild für die von Brigitte Bardot dargestellte Figur bald nach Anlaufen des Films identifiziert: Es war Pauline Dubuisson, die 1951 ihren ehemaligen Geliebten Félix Bailly erschossen hatte und deren Prozess im Jahr 1953 stattfand. Der zeitgeschichtliche Hintergrund und die Lebenssituation der Protagonisten entsprechen in Clouzots Film in keiner Weise dem realen Fall; Tathergang und Details der Gerichtsverhandlung, bis hin zu wörtlichen Zitaten aus den Gerichtsprotokollen, sind jedoch weitgehend identisch. Clouzot hatte sich mit der Co-Drehbuch-Autorin Simone Drieu fachkundigen Rat eingeholt. Drieu war zur Zeit des Dubuisson-Prozesses Mitarbeiterin von Maître René Floriot, der die Familie Bailly im Prozess vertrat.
Das Produktionsbudget belief sich auf 600 Millionen alte Francs (ca. 1,3 Millionen Euro), davon gingen 70 Millionen (ca. € 147.000) als Gage an Bardot, was damals einen Rekord für eine französische Vedette darstellte. Bevor Sami Frey für die Rolle des Gilbert festgestanden hatte, waren auch Jean-Paul Belmondo und Hugues Aufray im Gespräch gewesen. Während der fast hundert Drehtage herrschte eine angespannte Stimmung, weil Clouzot die Darsteller rigide führte und er den aufmüpfigen Humor von Meurisse nicht schätzte; zu der als launisch und hochmütig geltenden Bardot fand er hingegen rasch einen guten Draht.
Die Grenze zwischen Filmmythos und echtem Leben war unscharf. Während des Drehs kursierten Gerüchte über eine angebliche Affäre zwischen Bardot und Frey, und über eine zwischen Bardot und Clouzot. Die Presse brachte Bardots Verhalten immer wieder mit ihren mehrfachen Suizidversuchen in Verbindung. Der Star wurde außerdem von Paparazzi gejagt und fühlte sich gehetzt. Als Clouzot sie nach den Dreharbeiten wieder traf, erschien sie ihm sehr bedrückt. Einige Tage später, an ihrem 26. Geburtstag am 28. September 1960, schnitt sie sich die Pulsadern auf. Sie schwebte mehrere Tage lang in Lebensgefahr. Bald scheiterte zudem ihre zweite Ehe mit Jacques Charrier. Auch Clouzot war von schwierigen persönlichen Ereignissen betroffen; seine Frau Véra erkrankte während der Dreharbeiten schwer und starb kurz nach der Premiere. Der Film wurde ein großer Publikumserfolg mit über 5 Millionen Eintritten war er in Frankreich einer der bestbesuchten franzosischen Filme der frühen 1960er Jahre. In der Bundesrepublik startete der Film Ende 1960 mit der Altersfreigabe 18 Jahre.

## Auszeichnungen
- Golden Globe Awards 1961: Samuel Goldwyn Award für den besten fremdsprachigen Film
- David di Donatello: David für Brigitte Bardot als beste fremdsprachige Schauspielerin
- Festival Internacional de Cine de Mar del Plata: Henri-Georges Clouzot als bester Regisseur

Außerdem war der Film 1961 für den Oscar als bester fremdsprachiger Film nominiert.